# Grand Prix automobile de Monaco 1934

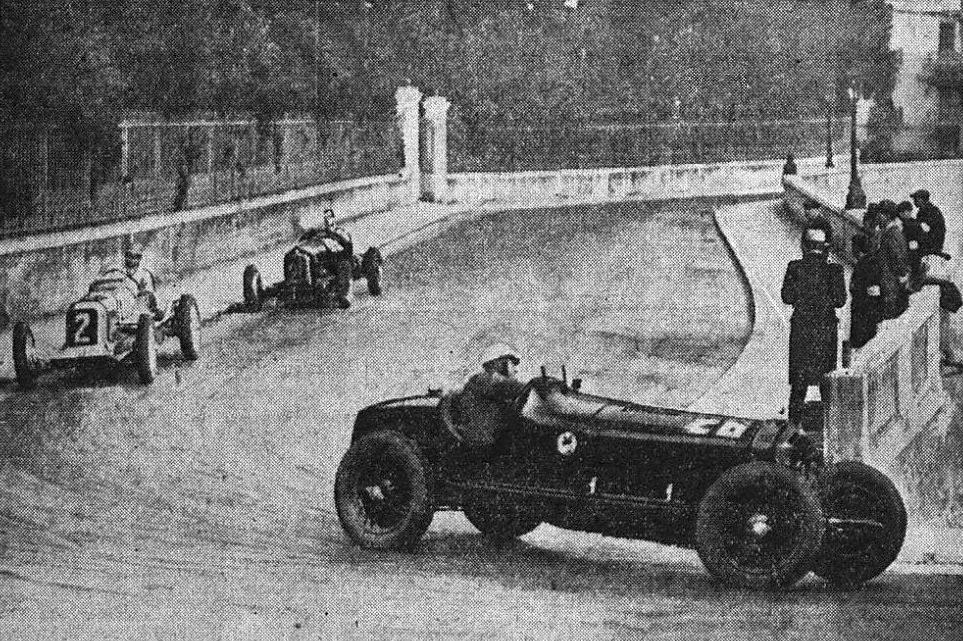
Grand Prix de Monaco 1934, Balastrero devant Earl Howe et Moll, aux essais.

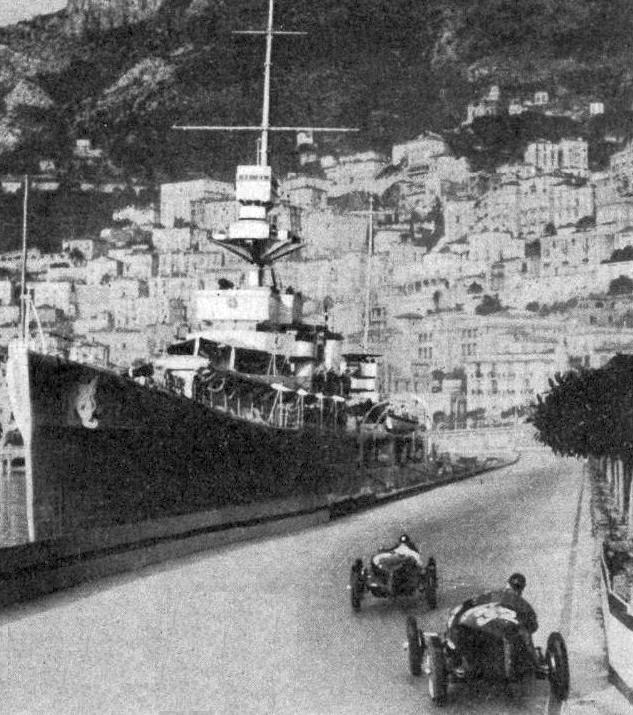
GP de Monaco 1934, passage devant le croiseur 'HMS Dehli'...

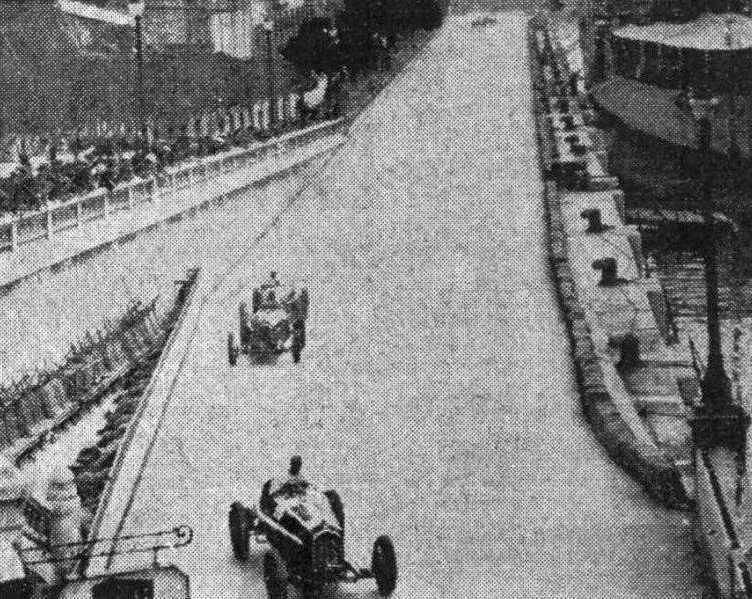
...et le long du quai de plaisance.

Le Grand Prix automobile de Monaco 1934 est un Grand Prix qui s'est tenu sur le circuit de Monaco le 2 avril 1934.

## Grille de départ
| 1re ligne | Pos. 3                      | Pos. 2                        | Pos. 1                          |
| --------- | --------------------------- | ----------------------------- | ------------------------------- |
|           | Dreyfus Bugatti 1 min 59 s  | Étancelin Maserati 1 min 59 s | Trossi Alfa Romeo 1 min 58 s    |
| 2e ligne  | Pos. 6                      | Pos. 5                        | Pos. 4                          |
|           | Chiron Alfa Romeo 2 min 0 s | Nuvolari Bugatti 1 min 59 s   | Varzi Alfa Romeo 1 min 59 s     |
| 3e ligne  | Pos. 9                      | Pos. 8                        | Pos. 7                          |
|           | Wimille Bugatti 2 min 0 s   | Taruffi Maserati 2 min 0 s    | Moll Alfa Romeo 2 min 0 s       |
| 4e ligne  | Pos. 12                     | Pos. 11                       | Pos. 10                         |
|           | Siena Maserati 2 min 5 s    | Straight Maserati 2 min 2 s   | Lehoux Alfa Romeo 2 min 0 s     |
| 5e ligne  | Pos. 15                     | Pos. 14                       | Pos. 13                         |
|           | Howe Maserati 2 min 8 s     | Veyron Bugatti 2 min 6 s      | Balestrero Alfa Romeo 2 min 5 s |

## Classement de la course
| Pos  | N° | Pilote              | Écurie                      | Châssis           | Tours | Temps/Abandon         | Grille |
| ---- | -- | ------------------- | --------------------------- | ----------------- | ----- | --------------------- | ------ |
| 1    | 20 | Guy Moll            | Scuderia Ferrari            | Alfa Romeo Tipo B | 100   | 3 h 31 min 31 s 4     | 7      |
| 2    | 16 | Louis Chiron        | Scuderia Ferrari            | Alfa Romeo Tipo B | 100   | + 1 min 2 s 0         | 6      |
| 3    | 8  | René Dreyfus        | Bugatti                     | Bugatti T59       | 99    | + 1 tour              | 3      |
| 4    | 18 | Marcel Lehoux       | Scuderia Ferrari            | Alfa Romeo Tipo B | 99    | + 1 tour              | 10     |
| 5    | 28 | Tazio Nuvolari      | Privé                       | Bugatti T59       | 98    | + 2 tours             | 5      |
| 6    | 24 | Achille Varzi       | Scuderia Ferrari            | Alfa Romeo Tipo B | 98    | + 2 tours             | 4      |
| 7    | 4  | Whitney Straight    | Privé                       | Maserati 8CM      | 96    | + 4 tours             | 11     |
| 8    | 30 | Eugenio Siena       | Scuderia Siena              | Maserati 8C-3000  | 96    | + 4 tours             | 12     |
| 9    | 12 | Pierre Veyron       | Privé                       | Bugatti T51       | 95    | + 5 tours             | 14     |
| Abd. | 22 | Carlo Felice Trossi | Scuderia Ferrari            | Alfa Romeo Tipo B | 95    | Arbre de transmission | 1      |
| Abd. | 32 | Piero Taruffi       | Maserati                    | Maserati 4C-2500  | 91    | Allumage              | 8      |
| 10   | 2  | Earl Howe           | Privé                       | Maserati 8CM      | 85    | + 15 tours            | 15     |
| Abd. | 14 | Philippe Étancelin  | Privé                       | Maserati 8CM      | 63    | Accident              | 2      |
| Abd. | 26 | Renato Balestrero   | Gruppo Genovese San Giorgio | Alfa Romeo Monza  | 51    | Différentiel          | 13     |
| Abd. | 10 | Jean-Pierre Wimille | Bugatti                     | Bugatti T59       | 18    | Freins                | 9      |

- Légende: Abd.=Abandon.

## Pole position & Record du tour
- Pole position : Carlo Felice Trossi en 1 min 58 s.
- Tour le plus rapide : Carlo Felice Trossi en 2 min 2 s.